# Buzura bilineata
Buzura bilineata là một loài bướm đêm trong họ Geometridae.